# Públio Calpúrnio Mácer Cáulio Rufo
Públio Calpúrnio Mácer Cáulio Rufo (em latim: Publius Calpurnius Macer Caulius Rufus) foi um senador romano nomeado cônsul sufecto para o nundínio de novembro a dezembro de 103 com um certo Ânio Mela. Sua relação com a gente Calpúrnia é desconhecida: é possível que ele seja descendente de um liberto da família ou um cliente que ganhou a cidadania romana com a ajuda dela.

## Carreira
Rufo conhecia Plínio, o Jovem, que o chamava de "Calpúrnio Mácer", e duas cartas recebidas dele ainda existem. Ambas tratam de assuntos triviais: uma curta nota sobre a vida de Plínio quando ele estava em suas terras e a outra sobre uma fofoca local sobre o lago Como. Mácer é mencionado numa carta do imperador Trajano a Plínio, também sobrevivente: em resposta a uma proposta de Plínio de drenar o lago Sophon (moderno lago Sapanca), Trajano orienta que ele faça um cuidadoso estudo da terra e sugere que ele peça a Calpúrnio Mácer um topógrafo.
É com base nesta carta do imperador que muitos especialistas identificam Calpúrnio Mácer como governador da Mésia Inferior; Werner Eck data seu mandato entre 110 e 113, lembrando que Mácer por ter sido o sucessor imediato do governador anterior, Lúcio Fábio Justo.
Nada mais se sabe sobre ele.